# Музей ущелья Олдувай
Музей ущелья Олдувай (англ. Olduvai Gorge Museum) открыт в 1970 году археологом Мэри Лики для того, чтобы представить посетителям возможность ознакомиться с важными для антропологии открытиями, сделанными в ущелье Олдувай. Позднее добавились экспонаты и из расположенного в 25 километрах к югу раскопа в местности Лаэтоли.

## О музее
Музей расположен на территории заповедника Нгоронгоро.
Экспозиции музея посвящены найденным в окрестностях костям предков современного человека, а также фрагментам скелетов вымерших животных. Целый зал отведён для отпечатков ног древних людей.
В 1998 году инфраструктура музея была обновлена.

## Галерея

Ущелье Олдувай 2011
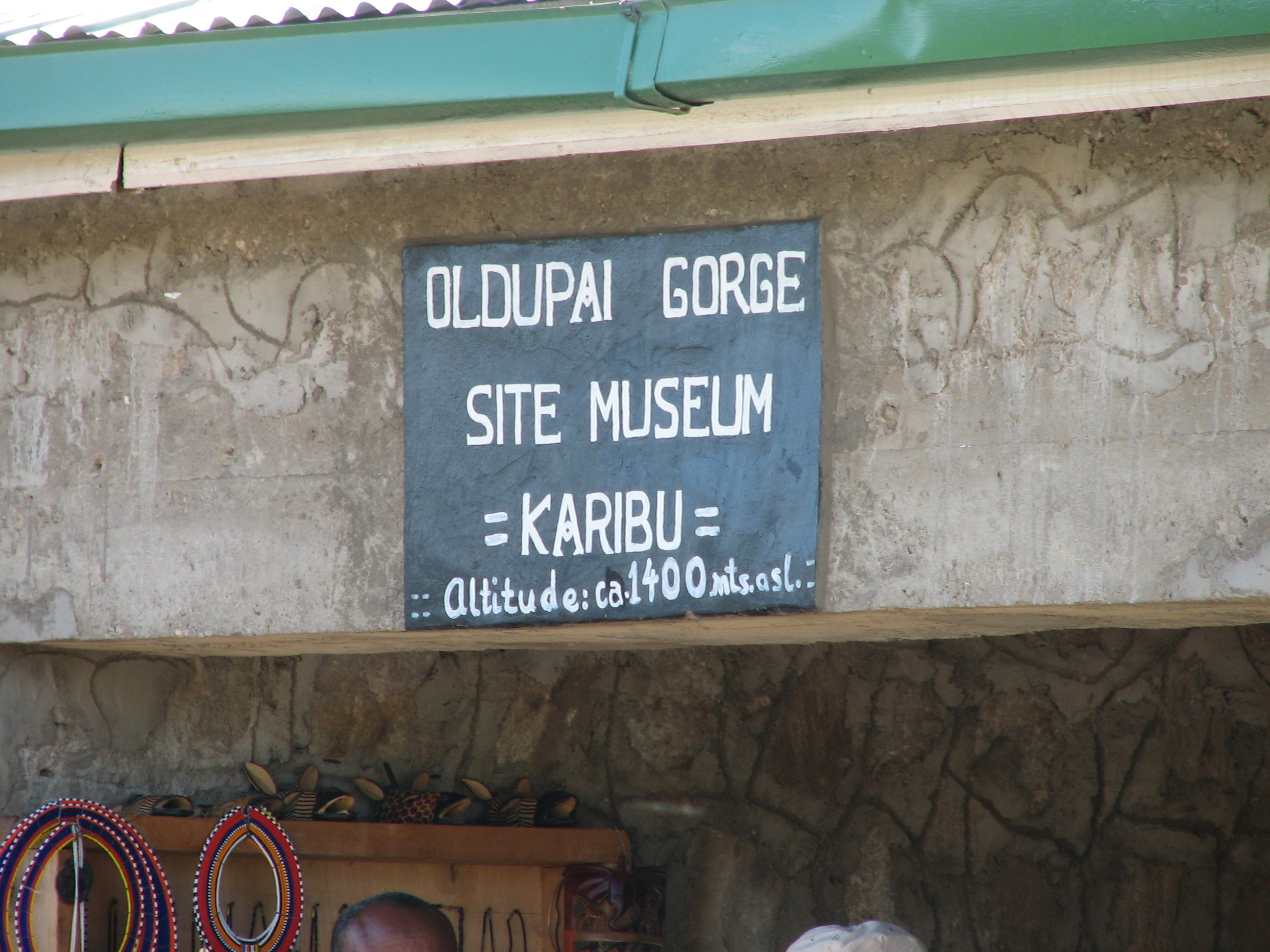
Вход в музей
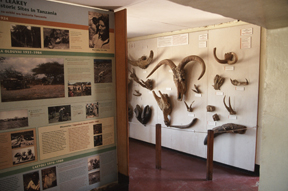
Интерьер музея
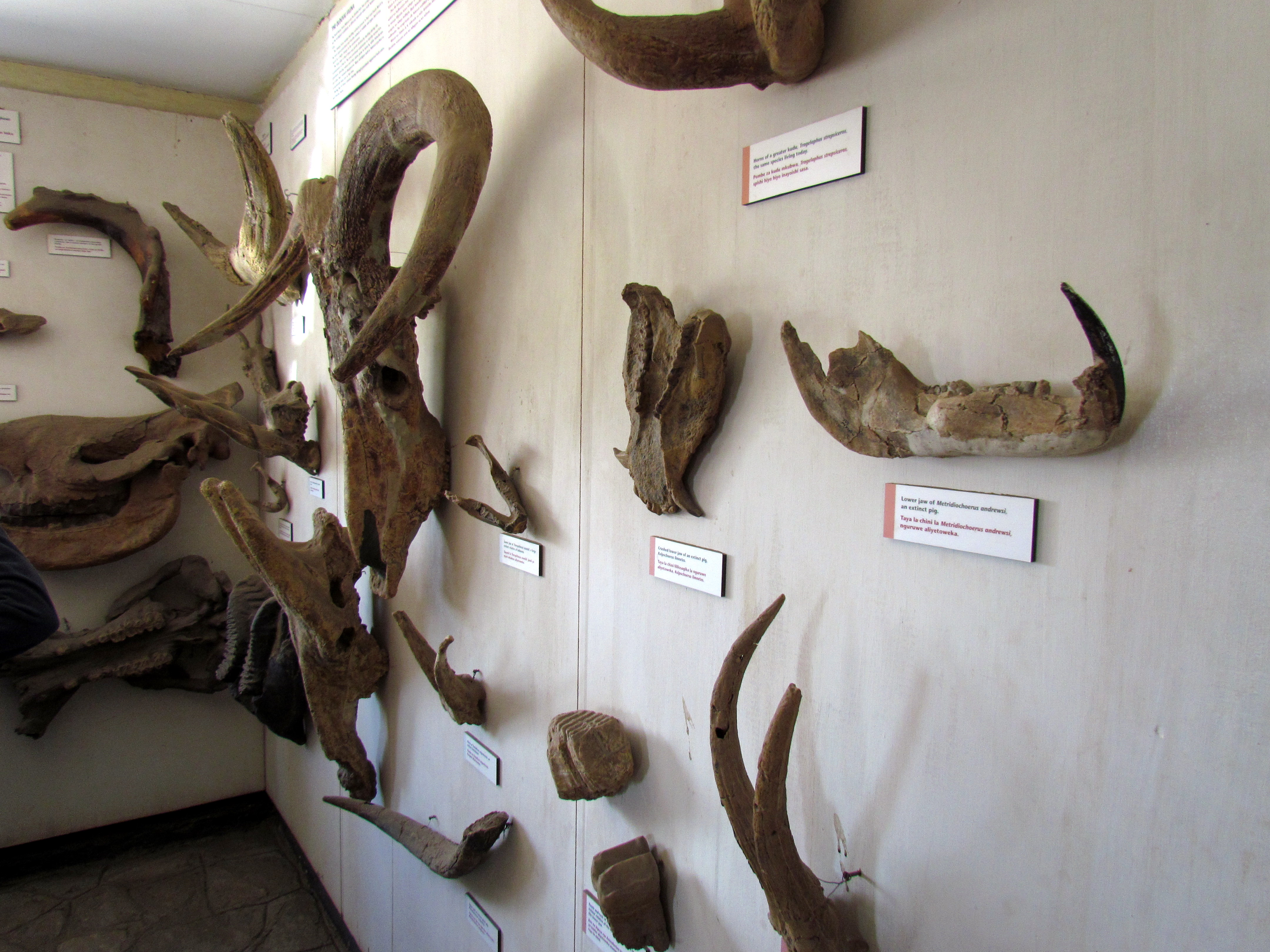
Интерьер музея